# Golden Trailer Awards 1999
La 1ª edizione dei Golden Trailer Awards si è tenuta il 21 settembre 1999 ai Directors Guild di New York (Stati Uniti). La cerimonia è stata presentata dall'attore Todd Newton, mentre la giuria era composta da Stefan Jonas, Silvia Ruth, Kieran Corrigan, Stephen Pomerantz, Al Smith, Anna Luiza Müller, Jeff Kleeman, Richard Abramowitz, Stephen Woolley, Larry Miestrich, David Kaminow, Dolly Hall e Quentin Tarantino.

## Vincitori e candidati per i Golden Trailer
I vincitori sono indicati in grassetto

### Migliore Categoria Azione (Best Action)
- Matrix (The Matrix, 1999)
- Blade (Blade, 1998)
- Star Wars: Episodio I - La minaccia fantasma (Star Wars: Episode I - The Phantom Menace, 1999)

### Migliore Categoria Animazione/Famiglia (Best Animation/Family)
- A bug's Life (A bug's Life, 1998)
- Inspector Gadget (Inspector Gadget, 1999)
- Mr. Magoo (Mr. Magoo, 1997)

### Migliore Categoria Arte e Commercio (Best Art and Commerce)
- Matrix (The Matrix, 1999)
- Buffalo '66 (Buffalo '66, 1998)
- Tian yu (Tian yu, 1998)

### Migliore Categoria Commedia (Best Comedy)
- Austin Powers - La spia che ci provava (Austin Powers: The Spy Who Shagged Me, 1999) - Trailer #1.
- Austin Powers - La spia che ci provava (Austin Powers: The Spy Who Shagged Me, 1999) - Trailer #2.
- Il Genio (Holy Man, 1998)
- Terapia e pallottole (Analyze This, 1999)

### Migliore Categoria Documentario (Best Documentary)
- Return with Honor (Return with Honor, 1998)
- Buena Vista Social Club (Buena Vista Social Club, 1999)
- Unmade Beds (Unmade Beds, 1997)

### Migliore Categoria Drammatico (Best Drama)
- Will Hunting - Genio ribelle (Good Will Hunting, 1997)
- Jakob il bugiardo (Jakob the Liar, 1999)
- Un tè con Mussolini (Tea with Mussolini, 1999)

### Miglior Montaggio (Best Edit)
- Matrix (The Matrix, 1999)
- Al di là della vita (Bringing Out the Dead, 1999)
- Blade (Blade, 1998)

### Migliore Categoria Film Straniero (Best Foreign)
- Tre stagioni (Three Seasons, 1999)
- Lucie Aubrac (Lucie Aubrac, 1997)
- Tian yu (Tian yu, 1998)

### Migliore Categoria Horror/Thriller (Best Horror/Thriller)
- The Blair Witch Project - Il mistero della strega di Blair (The Blair Witch Project, 1999)
- Delitto perfetto (A Perfect Murder, 1998)
- Incubo finale (I Still Know What You Did Last Summer, 1998)

### Miglior Musica (Best Music)
- Out of Sight (Out of Sight, 1998)
- Lola corre (Lola Rennt, 1998)
- Swing (Swing, 1999)

### Migliore Categoria Romantico (Best Romance)
- Paradiso perduto (Great Expectations, 1998)
- La leggenda di un amore - Cinderella (EverAfter, 1998)
- Un amore a Praga (Prague Duet, 1998)

### Miglior Voce fuori campo (Best Voice Over)
- The Blair Witch Project - Il mistero della strega di Blair (The Blair Witch Project, 1999)
- Al di là della vita (Bringing Out the Dead, 1999)
- The Beach (The Beach, 2000)

### Migliore dello spettacolo (Best of Show)
- Matrix (The Matrix, 1999)
- Al di là della vita (Bringing Out the Dead, 1999)
- Austin Powers - La spia che ci provava (Austin Powers: The Spy Who Shagged Me, 1999)

### Migliore del decennio (Best of the Decade)
- Seven (Se7en, 1995)
- Face/Off - Due facce di un assassino (Face/Off, 1997)
- Fargo (Fargo, 1996)
- Pulp Fiction (Pulp Fiction, 1994)
- Scemo & più scemo (Dumb and Dumber, 1994)

### Più Originale (Most Original)
- Lola corre (Lola rennt, 1998)
- Giovanna d'Arco (Joan of Arc, 1999)
- The Blair Witch Project - Il mistero della strega di Blair (The Blair Witch Project, 1999)
- The Killer - Ritratto di un assassino (The Minus Man, 1999)

### The Dark and Stormy Night
- 8MM - Delitto a luci rosse (8MM, 1999)
- La maschera di Zorro (The Mask of Zorro, 1998)
- La neve cade sui cedri (Snow Falling on Cedars, 1999)

### Più Trash (Trashiest)
- Cruel Intentions - Prima regola non innamorarsi (Cruel Intentions, 1999)
- Detroit Rock City (Detroit Rock City, 1999)
- La cugina Bette (Cousin Bette, 1998)

## Vincitore e candidati per i Golden Fleece

### Vello d'oro (Golden Fleece)
- 8MM - Delitto a luci rosse (8MM, 1999)
- Armageddon - Giudizio finale (Armageddon, 1998)
- Mafia! (Jane Austen's Mafia!, 1998)